# اختلاط

مثال ساده‌ای از اثر اختلاط: در این مثال X و Y هیچ تاثیری بر روی هم ندارند اما متغیر اختلاطی Z باعث ایجاد پیوستگی میان X و Y می‌شود.

در آمار، اختلاط  (به انگلیسی: Confounding) به پدیده‌ای گفته می‌شود که پیوستگی آماری مشاهده‌شده بین دو متغیر تصادفی حاصل از وجود متغیرهای تصادفی دیگر است و نه برهمکنش متغیرهای مشاهده‌شده با یکدیگر. به متغیرهایی که باعث ایجاد پیوستگی بین متغیرهای مطلوب می‌شوند متغیرهای اختلاطی یا متغیرهای نهان گفته می‌شود.

## تعریف در آمار
گوییم بین دو متغیر X و Y اثر اختلاطی وجود ندارد اگر و تنها اگر برای هر متغیر Z که تحت تاثیر X نیست داشته‌باشیم:
1. یا با X ناپیوسته است،
2. مشروط بر X با Y ناپیوسته است.

## تعریف از دیدگاه علیت
با استدلال به شکست تعریف آماری در توضیح برخی از پدیده‌های مانند پارادوکس سیمپسون، یودیا پرل تعریف زیر را با استفاده از مفاهیم علیت ارائه می‌کند: در بررسی اثر علی X بر روی Y گوییم اثر اختلاطی وجود ندارد، هرگاه با مداخله در مدلی که داده از روی آن تولید شده‌است بیابیم که::
{\displaystyle \mathbb {P} [y|\mathrm {do} (x)]=\mathbb {P} [y|x]}
در تعریف بالا، {\displaystyle \mathrm {do} (x)} عملگر مداخله را نشان می‌دهد. پرل روشی را بر مبنای آزمون‌های پیوستگی شرطی برای حذف اثر اختلاط ارائه می‌دهد.